# Клетбах
Клетбах (нем. Klettbach) — община в Германии, в земле Тюрингия. 
Входит в состав района Веймар. Подчиняется управлению Кранихфельд.  Население составляет 1307 человек (на 31 декабря 2010 года). Занимает площадь 15,23 км².